# Tropidoclonion lineatum
Genre
Espèce
Synonymes
- Microps lineatus Hallowell, 1856

Statut de conservation UICN

 LC  : Préoccupation mineure
Tropidoclonion lineatum, unique représentant du genre Tropidoclonion, est une espèce de serpents de la famille des Natricidae.

## Répartition
Cette espèce est endémique des États-Unis. Elle se rencontre de l'Illinois, l'Iowa, le Sud-Ouest du Minnesota et le Sud-Est du Dakota du Sud en passant par l'Est du Colorado, le Kansas, le Missouri et l'Oklahoma vers le Nouveau-Mexique et Texas.

## Description
C'est un serpent vivipare.

## Liste des sous-espèces
Selon The Reptile Database (4 septembre 2013) :
- Tropidoclonion lineatum annectens Ramsey, 1953
- Tropidoclonion lineatum lineatum (Hallowell, 1856)
- Tropidoclonion lineatum mertensi Smith, 1965
- Tropidoclonion lineatum texanum Ramsey, 1953

## Étymologie
Le nom spécifique lineatum vient du latin lineatus, rayé, en référence à l'aspect de ce serpent.

## Publications originales
- Cope, 1860 : Catalogue of Colubridae in the Museum of the Academy of Natural Sciences of Philadelphia. Proceedings of the Academy of Natural Sciences of Philadelphia, vol. 12, p. 74-79 (texte intégral).
- Hallowell, 1856 : Notice of a collection of reptiles from Kansas and Nebraska, presented to the Academy of Natural Sciences by Dr. Hammond, U.S.A.. Proceedings of the Academy of Natural Sciences of Philadelphia, vol. 8, p. 238-253 (texte intégral).
- Ramsey, 1953 : The lined snake, Tropidoclonion lineatum (Hallowell). Herpetologica, vol. 9, no 1, p. 7-24
- Smith, 1965 : Two new colubrid snakes from the United States and Mexico. Journal of the Ohio Herpetological Society, vol. 5, no 1, p. 1-4.